# Змейка (Ставропольский край)
Зме́йка — посёлок в Минераловодском городском округе Ставропольского края России.

## География
Расстояние до краевого центра: 135 км. Расстояние до административного центра округа: 6 км.

## История
Основан в 1904 году:10. До 2015 года находился в составе муниципального образования «Сельское поселение Ленинский сельсовет» Минераловодского района Ставропольского края. В июне 2016 года был подтоплен из-за ливней.

## Население
| 1926 | 1989  | 2002  | 2010  | 2014  | 2021  |
| ---- | ----- | ----- | ----- | ----- | ----- |
| 15   | ↗1147 | ↗2038 | ↗2459 | ↗2500 | ↗2768 |

По данным переписи 2002 года, 75 % населения — русские.

## Транспорт
В посёлке расположен одноимённый остановочный пункт, находящийся на участке Минеральные Воды — Кисловодск, и открытый в 1914 году, через 10 лет после основания посёлка. 